# Chaloem Phra Kiat, Buriram
Chaloem Phra Kiat (tiếng Thái: เฉลิมพระเกียรติ) là một huyện (‘‘amphoe’’) thuộc tỉnh Buriram, đông bắc của Thái Lan.

## Lịch sử
Huyện đã được thành lập ngày 5 tháng 12 năm 1996, cùng với 4 huyện khác Chaloem Phra Kiat để kỷ niệm lần thứ 50 ngày lên ngôi của vua Bhumibol Adulyadej.
Huyện này bao gồm tambon Charoen Suk, Ta Pek và Isan Khet thuộc Nang Rong cùng tambon Thawon và Yai Yaem Watthana của Lahan Sai.

## Địa lý
Các huyện giáp ranh là (từ phía đông theo chiều kim đồng hồ) Prakhon Chai, Lahan Sai và Nang Rong.

## Hành chính
Huyện này được chia thành 5 phó huyện (tambon), các đơn vị này lại được chia thành 71 làng (muban). Phanom Rung là một thị trấn (thesaban tambon) which covers almost the complete tambon Ta Pek và một số khu vực của tambon Isan Khet. Ngoài ra có 4 tổ chức hành chính tambon (TAO).
| Số TT | Tên               | Tên tiếng Thái | Số làng | Dân số |  |
| ----- | ----------------- | -------------- | ------- | ------ |  |
| 1.    | Charoen Suk       | เจริญสุข         | 14      | 6.483  |  |
| 2.    | Ta Pek            | ตาเป๊ก          | 15      | 8.872  |  |
| 3.    | Isan Khet         | อีสานเขต        | 15      | 8.360  |  |
| 4.    | Thawon            | ถาวร           | 11      | 7.517  |  |
| 5.    | Yai Yaem Watthana | ยายแย้มวัฒนา     | 16      | 8.564  |  |